# Забелин, Александр Фёдорович
Алекса́ндр Фёдорович Забе́лин (1856—1933) — генерал от инфантерии русской императорской армии, начальник Главного управления военно-учебных заведений.

## Биография
Родился 18 (30) мая 1856 года. Воспитанник Бакинского реального и 1-го Павловского военного училищ; 20 августа 1875 года был выпущен подпоручиком с прикомандированием к лейб-гвардии Московскому полку. В 1877 году Забелин принял с этим полком участие в русско-турецкой войне, причём 12 октября был тяжело ранен в грудь при Горном Дубняке, 16 апреля 1878 года произведён в поручики. За эту кампанию имел ордена Св. Анны 4-й степени (1877) и Св. Станислава 3-й степени с мечами и бантом (1878).
По окончании в 1881 году Николаевской академии Генерального штаба по 1-му разряду Забелин был причислен к Генеральному штабу и 22 апреля 1881 года получил чин капитана, назначен на службу в Киевский военный округ, где им было составлено «Военно-статистическое обозрение Волынской губернии», изданное штабом округа в 1887 году (за эту работу в 1883 году получил орден Св. Анны 3-й степени).
С 1884 по 1886 годы состоял заведующим передвижением войск Козлово-Воронежско-Ростовской и Ростовско-Владикавказской железной дороги, а затем по 1888 год — заведующим передвижением войсками Киевского района, награждён орденом Св. Станислава 2-й степени. В 1888 году он был переведён в Санкт-Петербург, где состоял до 1891 года в числе штаб-офицеров Генерального штаба для занятий по военно-железнодорожным делам, в 1889—1890 годах отбывал цензовое командование батальоном в лейб-гвардии Московском полку и в 1889 году удостоился ордена Св. Анны 2-й степени; 13 августа 1890 года произведён в полковники.
В 1891 году Забелин был назначен делопроизводителем отдела Главного штаба по передвижению войск и военных грузов, получил орден Св. Владимира 4-й и 3-й степеней; 19 сентября 1898 года Забелин был назначен исправляющим должность помощника начальника канцелярии Военного министерства, 9 апреля 1900 года был произведён в генерал-майоры и в 1902 году получил орден Св. Станислава 1-й степени. По открытии военных действий против Японии 15 марта 1904 года отправился на театр военных действий на должность начальника военных сообщений 1-й Маньчжурской армии, а в ноябре 1904 года, по сформировании нескольких армий, был назначен начальником военных сообщений при главнокомандующем на Дальнем Востоке; за русско-японскую войну имел ордена Св. Анны 1-й степени с мечами и Св. Владимира 2-й степени с мечами, 5 марта 1905 года за отличие произведён в генерал-лейтенанты. В Маньчжурии Забелин оставался до 10 июля 1905 года, когда был назначен начальником канцелярии Военного министерства, здесь он был награждён орденом Белого орла (1907).
3 марта 1910 года Забелин назначен на ответственный пост начальника Главного управления военно-учебных заведений и 10 апреля 1911 года произведён в генералы от инфантерии; 6 декабря 1910 года Забелин был удостоен ордена Св. Александра Невского.
Военно-педагогическая деятельность Забелина началась в 1882 году чтением лекций по тактике и военной администрации в Киевском юнкерском училище и продолжалась до 1898 года в Санкт-Петербурге в Константиновском и Николаевском училищах, где Забелин преподавал тактику, и в Пажеском корпусе, где он руководил съёмками и полевыми тактическими занятиями в лагерное время. Военно-педагогическая деятельность генерала Забелина на новом посту заслуживает высокой оценки; можно лишь указать на некоторые из его мероприятий: преобразование всех юнкерских училищ в военные; разработку и введение новых программ в военных училищах и кадетских корпусах; новую постановку преподавания иностранных языков и введение английского языка в некоторых кадетских корпусах; постепенное введение единых учебников; усиление требований физической годности от поступающих в военно-учебные заведения; введение сокольской гимнастики; усиление стрелковой подготовки в военных училищах и введение в кадетских корпусах основательных занятий стрельбой начиная с 4-го класса (из особых бельгийских карабинов «Сколер») и прогулок-экскурсий применительно к программе «юных разведчиков» Баден-Пауэлла во всех классах; последние две меры введены с целью развития в кадетах «таких качеств и навыков», которые «необходимы будущему юнкеру и офицеру»; обращено также серьёзное внимание на правильную постановку внеклассного чтения кадет; также проводились в жизнь два крайне серьёзных вопроса: о реорганизации воспитательского состава в кадетских корпусах в связи с увеличением содержания и об улучшении материального положения преподавателей.
В начале 1-й мировой войны назначен главным начальником снабжения Юго-Западного фронта, но 27 декабря 1914 года вернулся к исполнению обязанностей начальника Главного управления военно-учебных заведений. 
Во время Февральской революции арестовывался. В связи с болезнью 2 апреля 1917 года уволен от службы с мундиром и пенсией. Во время Гражданской войны заведовал Военно-учебными заведениями Вооружённых сил Юга России. После гражданской войны эмигрировал во Францию.
Умер 22 ноября 1933 года в Париже и был похоронен на кладбище Сент-Женевьев-де-Буа.

## Семья
Первым браком был женат на купеческой дочери Ефросинье Ивановне Торубаевой. У них 28 февраля 1890 года родился сын Евгений.
Второй раз женился 17 апреля 1916 года, на дочери коллежского советника Марии Васильевне Подлесской. 